# Jwani Riad Nosseir
Jwani Riad Nosseir (in arabo جوانى رياض نصر‎?; 6 febbraio 1913 – Il Cairo, 16 febbraio 2005) è stato un cestista egiziano.
Era il fratello di Kamal Riad Nosseir.

## Carriera
Con l'Egitto ha disputato i Giochi olimpici di Berlino 1936.